# Ursula Görsch
Ursula Görsch (* 4. März 1932 in Bremen; † 4. Februar 2023 ebenda) war eine deutsche Komponistin.

## Leben
Ab ihrem 6. Lebensjahr erhielt sie Klavierunterricht, an den sich später das Fach Querflöte anschloss. Ihr Studium in der Fachrichtung Musik absolvierte Görsch an der Pädagogischen Hochschule ihrer Heimatstadt Bremen. Ihre kompositorische Laufbahn begann, noch während sie bei Radio Bremen als freie Mitarbeiterin tätig war. In ihrem fünfjährigen Auslandsschuldienst (Istanbul) gründete Ursula Görsch das erste Jugendkammerorchester der Türkei. Sie gab zahlreiche Konzerte in Zusammenarbeit mit dem Goethe-Institut und war gleichzeitig Organist in der Deutschen Evangelischen Kirche Istanbul. 1969 begann sie ein weiteres Studium (Querflöte) an der Musikhochschule Karlsruhe. Sie unterrichtete später an einem  Bremer Gymnasium, verfolgte und intensivierte jedoch ihre  Kompositionstätigkeit, aus der zahlreiche Aufführungen resultierten. Von 1974 bis 1986 war Ursula Görsch Vorsitzende von „Jugend musiziert“ für Bremen-Stadt. Sie erhielt von 1985 bis 1995 einen Lehrauftrag der Universität Bremen und von 1997 bis 2005 war Görsch Dozentin an der Valley View University in Accra (Ghana). 2017 erhielt sie den Johann-Wenzel-Stamitz-Preis der Künstlergilde Esslingen.

## Werke
- Jonathan und der Drache, Kinderoper (1966)
- Tierkantate für Kinderchor, Flöte, Gitarre, Akkordeon, Stabspiele, Cello und Schlagwerk (1973)
- Anatolische Suite für Flöte, Akkordeon, Gitarre, Stabspiele und Schlagwerk (UA 12. Dezember 1974 im Gymnasium am Barkhof in Bremen)[2]
- Miniaturen für Perkussion (1979)
- Sie kamen durch die Wüste (1982)
- Cario Samlero Querflöten.-Duette (1983)
- Diarium für Querflöten-Quintett (1984)
- Quartetto festivo (1986)
- Piano latinero (1986)
- Konzertstück (1988)
- Cantata curiosa (1989)
- Punctum contra punctum (1989)
- Transformationen (1989/90)
- Le danseur (1990)
- Drei Gesänge vom Menschen (1991)
- Die vier Elemente (1992)
- Metamorphose (1992)
- Chiffren (1994)
- Vier erstaunliche Chorstücke (1995)
- Duo für Blockflöte und Gambe (1996)
- Es ist alles Eitel (1998)
- An das Leben (1999)